# Józef Grzesiak (harcmistrz)

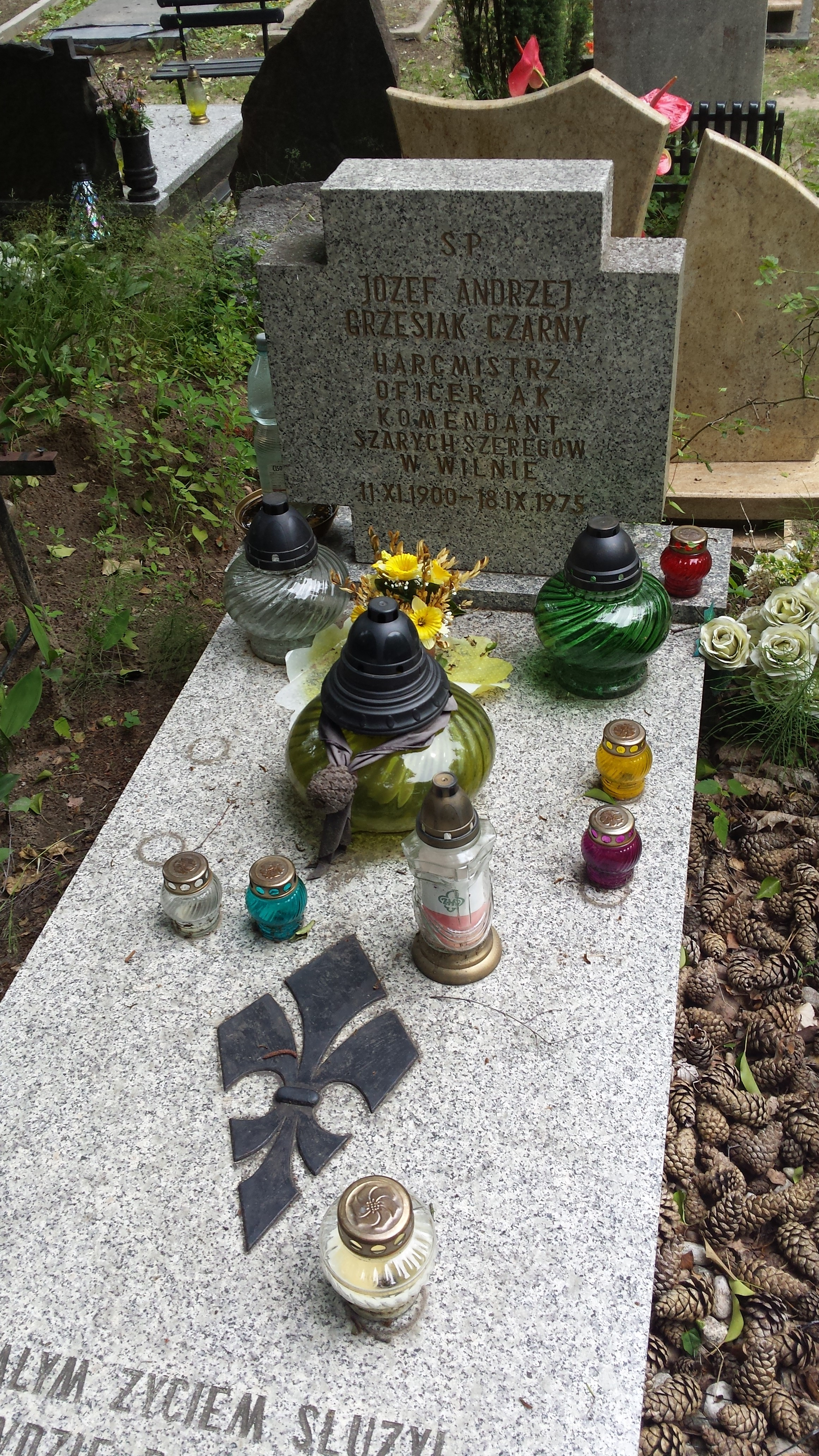
Grób Józefa Grzesiaka na cmentarzu Srebrzysko w Gdańsku

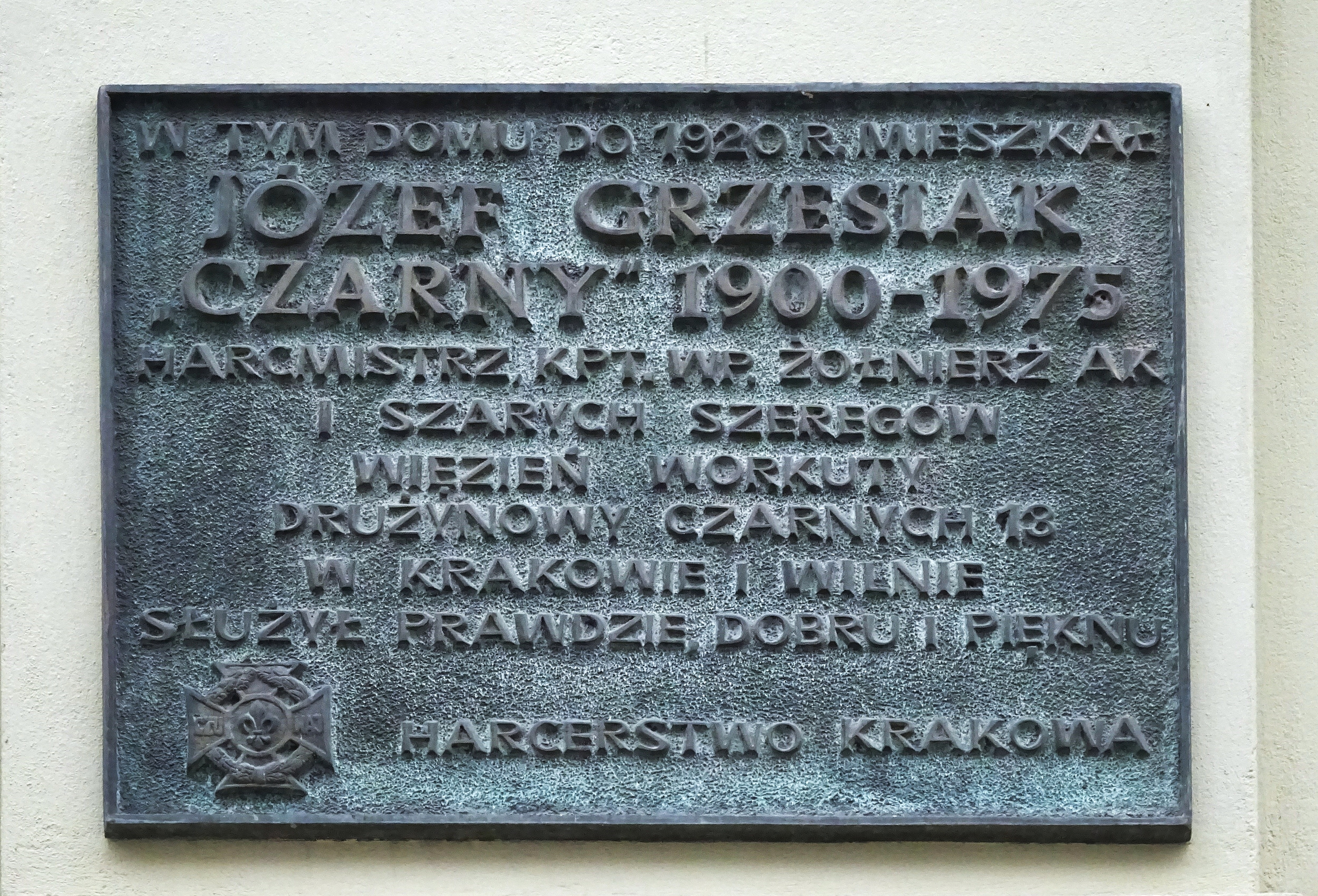
Tablica upamiętniająca kpt. Józefa Grzesiaka w elewacji kamienicy przy ul. Józefa Szujskiego 3 w Krakowie

Józef Andrzej Grzesiak ps. „Czarny Andrzej” (ur. 11 listopada 1900 w Krakowie, zm. 18 września 1975 w Gdańsku) – polski instruktor harcerski w stopniu harcmistrza, żołnierz Armii Krajowej, działacz niepodległościowy.

## Życiorys

### Młodość
Urodził się 11 listopada 1900 roku na przedmieściu Krakowa w Czarnej Wsi. Jego ojciec był pracownikiem komunalnym, natomiast matka zajmowała się domem. Wkrótce po narodzinach przeniósł się z rodziną na ul. Józefa Szujskiego 3 w Śródmieściu. Tam ukończył szkołę podstawową i średnią przemysłową szkołę wydziałową, a następnie roczny kurs buchalterii. Pomimo skromnego wykształcenia nabył wiedzę oraz umiejętność swobodnego kontaktu z ludźmi z różnych sfer społecznych.

### Skauting i harcerstwo
W 1913 roku w parku Jordana przy błoniach krakowskich przyglądał się bliżej skautom – jakaś wyborowa drużyna zjawiła się i przez kilka dni ćwiczyła musztrę i śpiew. Dopiero później dowiedział się Józek, że była to drużyna przygotowująca się na zlot skautów w Birmingham (Anglia) pod komendą dwóch polskich skautmistrzów: Michała Affanasowicza i Andrzeja Małkowskiego, tak skauting spodobał się młodemu Czarnemu że wraz z kilkoma kolegami postanowili założyć zastęp. W tym samym roku Józek zgłosił się z całym zastępem, który zabrał do siedziby skautowej na przystani wioślarskiej „Sokoła”. I oto w rozkazie datowanym na dzień 27 listopada 1913 zostali wcieleni do 2 Krakowskiej Drużyny Skautowej im. gen. H. Dąbrowskiego, do plutonu prowadzonego przez Mariana Luzara – późniejszego Naczelnego Kapelana ZHP.
Kolejnym bardzo ważnym wydarzeniem dla młodego skauta było złożenie przyrzeczenia w rocznicę Konstytucji 3 Maja podczas zbiórki wszystkich drużyn krakowskich pod kopcem Kościuszki. Przyrzeczenie odbierał Zygmunt Wyrobek, Józek miał wówczas 14 lat. Był zastępowym zastępu, który przeobraził się z „Dzikiego” w zastęp „Czarnych Wilków”. Odtąd określenie „Czarny” będzie przez całe życie towarzyszyć Grzesiakowi i jego drużynie. „Czarny” z wielkim młodzieńczym zapałem realizuje się w skautingu kończąc w wieku 14 lat kurs niższego szczebla, wakacyjny kurs młodszych szarż w parku majątku Bujwidów koło Dobczyc, który był przeznaczony dla chłopców mających 16 lat. Nagle, przed końcem kursu, nagłówki gazet poinformowały o zamachu na arcyksięcia w Sarajewie. Wybuchła I wojna światowa, skauci wykonują wiele służb pomocniczych.

### Udział w wydarzeniach odzyskania niepodległości
W dniu 5 listopada 1916 proklamowane jest utworzenie „samodzielnego” państwa polskiego, młodzież krakowska, wśród niej Józek postanawia wstąpić do Legionów. Mimo oporów rodziców szesnastoletni „Czarny” wraz z grupą rekrutów, w której też byli inni starsi chłopcy z plutonu Czarnych Wilków, zostaje wysłany do Zambrowa na przeszkolenie. Rozpoczyna służbę w 1 pułku Legionów dowodzonym przez płk. Edwarda Rydza-Śmigłego, gdzie dostaje przydział do 6 kompanii (por. Młodziankowski) w batalionie kpt. Lisa-Kuli. Jednak intensywność ćwiczeń wojskowych i ciężkie warunki spowodowały przeforsowanie młodego organizmu i badania lekarskie wykazały konieczność zwolnienia go ze służby.

### Rozwój harcerstwa krakowskiego
Grzesiak po powrocie do Krakowa skoncentrował się na organizowaniu Pomocniczych Służb Wojskowych. Jego zastęp rozrósł się do plutonu; on sam w 1917 został mianowany plutonowym. 
17 lutego 1918 miejscowy komendant harcerstwa krakowskiego – Jerzy Grodyński przemianowuje pluton „Czarnych Wilków” na 13 Krakowską Drużynę Skautową (na prośbę harcerzy; według kolejności powinna mieć numer 8 i żółty kolor), wyznaczając jej drużynowym Józefa Grzesiaka. Jednym z nowych zarządzeń nowego drużynowego było wprowadzenie czarnych chust i odpowiedniego przymiotnika w nazwie „Czarna Trzynastka”. Pod koniec października starsi skauci z Trzynastki biorą czynny udział w rozbrajaniu żołnierzy austriackich, w wyniku, których zdobyli 24 karabiny. Umieścili je na honorowym miejscu w harcówce, która mieściła się w izbie mieszkania Grzesiaków na ulicy Szujskiego 3 i była zwana „Marnym widokiem”.
30 października uczestniczą przy zajmowaniu odwachu austriackiego garnizonu i oflagowaniu go polskimi flagami – Kraków jest wolny. Wiosną 1919 pluton złożony ze starszych druhów tworzy z inicjatywy Grzesiaka Harcerski Oddział Lotny Straży Obywatelskiej.
„Czarna Trzynastka” staje się jedną z najprężniejszych w środowisku krakowskim. Dwa wyczyny określają aktywność drużyny: pierwszy to chwalebny udział w wystawie osiągnięć skautowych w Krakowie – Trzynastka prezentuje zbudowaną przez siebie sześciometrową łódź oraz kilkanaście prac z zakresu pionierki obozowej, drugi to udział w pomiarach melioracyjnych na Kujawach, praca bardzo odpowiedzialna. Trzynastkę widać wszędzie, harcerze zamiast kapeluszy skautowych noszą rogatywki z czarnym otokiem. Komendant krakowskich drużyn harcerskich – Leopold Węgrzynowicz – napisał „13 Krakowska Drużyna była najbardziej wzorową z krakowskich drużyn harcerskich. Doskonała organizacja, dyscyplina, zrozumienie obowiązków harcerza i ochotne ich spełnianie, serdeczne współżycie druhów i miły, zdrowy humor były tej dzielnej drużyny...” Liczni członkowie „Czarnej Trzynastki”, jak i sam „Czarny” bardzo zaangażowani byli we wszystkie wydarzenia, które miały miejsce w odradzającej się Polsce, począwszy od roku 1914, poprzez odzyskanie niepodległości w roku 1918, do okresu wojny bolszewickiej z roku 1920. Drużyna trwała i umacniała się kadrowo.

### Wojna 1920 roku
Wydarzenia roku dwudziestego zmieniły w pewnym sensie bieg historii harcerskiej „Czarnego”.
Józef Grzesiak tworzy Oddział Szturmowy Czarnej Trzynastki w sile 21 druhów, którego dewizą było: „Zwyciężyć, nie zginąć”. Władze harcerskie powierzają „Czarnemu” zorganizowanie Oddziału Ochotniczego z harcerzy krakowskich. Krakowski Oddział zostaje skierowany do Wileńskiego batalionu harcerskiego dowodzonego przez braci Romualda i Tadeusza Kawalców, do którego dołączają w Łochowie ok. 70 km na NE od Warszawy. Organizacja batalionu przebiegała w czasie odwrotu wojsk polskich, Grzesiak wykazał się w utrzymaniu zwartości oddziału i dobrego morale. 14 sierpnia batalion zostaje włączony w skład 201 pułku ochotniczego, pod koniec sierpnia bierze udział w zdobywaniu Grodna. Józef Grzesiak zostaje ranny; za umiejętne dowodzenie w szturmie na pozycje wroga zostaje odznaczony Krzyżem Walecznych. Wraca na front, nowej wojny polsko-litewskiej. Po rozejmie uczestniczy w walkach na Wileńszczyźnie „zbuntowanej” Dywizji Litewsko-Białoruskiej gen. Lucjana Żeligowskiego, zostaje odznaczony po raz drugi Krzyżem Walecznych.

### Okres wileński
Starsi harcerze z Krakowskiej „Czarnej Trzynastki”, którzy latem 1920 wyruszyli pod wodzą „Czarnego” na wojnę i weszli w skład Wileńskiego ochotniczego baonu harcerskiego, swój wojenny szlak zakończyli w Wilnie i powrócili do Krakowa. Grzesiak postanowił pozostać tam, założyć rodzinę i dalej realizować się w ruchu harcerskim. 30 czerwca 1921 żeni się z Marią Bobrowicz – sanitariuszką z tego samego oddziału ochotniczego. W latach 1921–1922 uczęszcza na wojskowe kursy maturalne i zdaje maturę. Pełni służbę w Związku Bezpieczeństwa Kraju. Pomimo założenia rodziny i pracy nadal udzielał się w ZHP. Zaopiekował się 3 Wileńską Drużyną Harcerzy, którą wkrótce przemianował na Czarną Trzynastkę Wileńską Drużynę Harcerzy im. Zawiszy Czarnego. Drużyna szybko rozrastała się, a Grzesiak zdobywał uznanie wśród nowych harcerskich przełożonych. Harcerze dużo wędrowali, organizowali obozy stałe i wędrowne, również specjalistyczne. W 1927 roku „Czarny” został komendantem Chorągwi Wileńskiej, ale nadal prowadził drużynę. Na Międzynarodowym Zlocie Skautów w Anglii w 1929 kierował obozem, w skład którego wchodziły delegacje harcerzy z chorągwi krakowskiej, poznańskiej, pomorskiej i gdańskiej. „Czarny” i jego harcerze byli na wielu międzynarodowych zlotach skautowych, m.in. w Pradze, na Węgrzech, w Holandii. W Wileńskiej Czarnej Trzynastce powstała Gromada Włóczęgów, do której należeli najstarsi z harcerzy. Byli protoplastami ruchu starszoharcerskiego (dorosłych harcerzy). W połowie lat trzydziestych wileński dziennik „Słowo” wydawał dodatek harcerski redagowany przez trzynastaków.

### Okres okupacji niemieckiej
Po wybuchu II wojny światowej na polecenie władz wojskowych Józef Grzesiak „Czarny” organizował i szkolił Wileński Harcerski batalion ochotniczy, który został rozwiązany 17 września na skutek wkroczenia na teren Polski wojsk sowieckich. Czarna Trzynastka przeszła do konspiracji, tworząc Związek Bojowników Niepodległości. W czasie okupacji niemieckiej wraz z wileńskimi Szarymi Szeregami weszli w skład AK. Grzesiak został komendantem garnizonu AK jednej z dzielnic Wilna, a jednocześnie komendantem miejscowej chorągwi Szarych Szeregów. Używał pseudonimu „Kmita”. Po akcji „Ostra Brama” i wyzwoleniu Wilna Grzesiakowi udało się uniknąć aresztowania i wywiezienia do obozu w Kałudze, gdzie znalazły się tysiące żołnierzy Armii Krajowej z Wileńszczyzny. Był aktywny w walce zbrojnej i tak samo pełen zapału jak przed laty.

### Niewola sowiecka
Nadszedł okres „wyzwolenia” przez Armię Czerwoną, Grzesiak był poszukiwany przez NKWD jako członek i dowódca oddziału Armii Krajowej. W pierwszej połowie kwietnia, po trzech tygodniach więzienia w Wilnie, został przewieziony do Moskwy. Po powrocie do Wilna, w tym samym miesiącu, został skazany przez sąd wojskowy na 10 lat obozów pracy i 5 lat pozbawienia praw obywatelskich (z art. 58 p. 1 i 11 kodeksu karnego ZSRR) – za zdradę państwa radzieckiego, mimo że nie był nigdy obywatelem tego kraju. Dnia 25 października 1945 zbiorowym transportem został wywieziony do Workuty. Nie wiedział, że tam znajduje się już jego druga żona Klementyna, którą poślubił po śmierci Marii. O przeżyciach z Workuty dowiadujemy się z listów pisanych do syna Józefa „Ziutka”: „Nadchodzi dzień 19 marzec tak dla nas miły. Oby los pozwolił nam w następnym roku być znowu razem. Wierzę, że tak będzie, jednak może być inaczej i dlatego piszę mój testament: 1. C.T. niech będzie wierna hasłom widniejącym na sztandarze i niech nadal służy Prawdzie, Pięknu, Dobru. 2. Ty, Ziuk, ukończ wyższe studia i zakładaj ognisko rodzinne. 3. Stach, Marycha, Stefek niech zaopiekują się Klemą tak, aby jej niczego nie brakowało. 4. Marycha, Tomek, Roman, Danka i inni niech załatwiają sprawy moich kolegów, aby nie byli pokrzywdzeni.”

### Powrót z łagrów
W dniu 11 grudnia 1955 roku „Czarny” wrócił do Polski po prawie dziesięciu latach pobytu w obozach pracy przymusowej w Workucie. Wracał schorowany, zmizerniały, lecz nie złamany, pełen wiary i nadziei na lepszą przyszłość. Żona Klementyna mieszkała w Oliwie, północnej dzielnicy Gdańska. Na Wybrzeżu osiedliło się sporo Wilnian, również kilku Trzynastaków. „Czarny” zamieszkał z żoną i rozpoczął pracę w „Desie”. Bardziej skomplikowany był powrót ojca do syna. Ziutek był aresztowany przez Urząd Bezpieczeństwa w roku 1948 za działalność konspiracyjną i jako więzień skierowany do pracy w kopalni węgla na Śląsku do Knurowa.

### Polski październik w harcerstwie
Wrócił do Gdańska 6 maja 1956 „Czarny” osiedliwszy się w nowym miejscu żywo interesował się harcerstwem, jednak wiadomo było, iż wszystko było podporządkowane ówczesnej ideologii, również istniejąca Organizacja Harcerska ZMP była uzależniona i zdominowana przez ówczesne władze partyjne. Wydarzenia 1956 roku, tzw. odwilż, stworzyły warunki do odrodzenia harcerstwa. W grudniu 1956, w wyniku kompromisu zawartego na tzw. „Zjeździe Łódzkim”, Aleksander Kamiński zostaje Przewodniczącym Naczelnej Rady Harcerskiej ZHP, a „Czarny” jej członkiem. Ponadto jako członek Głównej Kwatery ZHP Józef Grzesiak z wielką energią pracuje przy odbudowie harcerstwa, wizytuje wiele obozów.
Uczestniczył w obchodach jubileuszu 40-lecia powstania Czarnej Trzynastki Krakowskiej. W dniu 15 czerwca 1958 wręczył phm. Stanisławowi Turczy sztandar szczepu. 
Jednak sytuacja euforii nie trwała długo, kończył się „polski październik”, kierownictwo PZPR przestawiło ster. W 1958 nastąpiła wyraźna zmiana stanowiska „decydentów” ZHP. Józef Grzesiak odosobniony w Radzie Naczelnej wycofał się z jej prac. Również później odwołany został z funkcji komendanta Chorągwi Gdańskiej ZHP. 25 listopada 1960, nie widząc możliwości dalszej pracy w strukturach ZHP, zwrócił się o zwolnienie z organizacji. Harcerstwem interesował się nadal. Czytywał czasopisma i wydawnictwa harcerskie, zgłaszał swoje uwagi. A nade wszystko utrzymywał kontakty z Trzynastakami, których los rzucił po całym świecie. Czynne życie „Czarnego” skończyło się w 1972 roku, kiedy poważnie zachorował na niewydolność układu krążenia. Długoletnie leczenie nie przywróciło zdrowia. Coraz krótsze były spacery, wyjścia z domu. Prawie codziennie odwiedzała chorego harcerka dr hm. Maria Hrabowska. Troskliwą pielęgniarką była żona. Odszedł na Wieczną Wartę 18 września 1975 roku. Na pogrzeb przyjechali Trzynastacy z całej Polski, nad grobem „Czarnego” pochylił się sztandar Czarnej Trzynastki Krakowskiej (obecny pomimo zakazu wydanego przez Komendę Chorągwi Krakowskiej ZHP).
Co roku 18 września na gdańskim Cmentarzu Srebrzysko przy grobie hm. Józefa Grzesiaka (rejon IV, taras II, rząd 4, grób 21/22) spotykają się „trzynastacy”. 

## Ordery i odznaczenia
- Krzyż Walecznych
- Medal Niepodległości – 16 marca 1937 „za pracę w dziele odzyskania niepodległości”[2][3][4]
- Srebrny Krzyż Zasługi – 19 marca 1931 „za zasługi na polu rozwoju harcerstwa”[5]

## Patron
Józef Andrzej Grzesiak jest bohaterem licznych jednostek harcerskich, m.in. 13 Górskiej Drużyny Harcerskiej „Delta” wchodzącej w skład szczepu „Górskie Bractwo”, 13 Gorzowskiej Drużyny Starszoharcerskiej „Czarne Szeregi”, 7 Męskiej Drużyny Harcerskiej „Kamczatka”, 43 Krakowskiej Drużyny Harcerzy Altowianie, wchodzącej w skład drużyn ZHR XXI Szczepu Słowiki, 262 Krakowskiej Drużyny Starszoharcerskiej „Czarne Wilki”, wchodzącej w skład drużyn ZHP Szczepu „Kolorowy”, I Środowiskowego Szczepu Harcerskiego „Matecznik”, 13 DH „Czarne Wilki” w Szczecinku (13 Czarny Szczep im. Zawiszy Czarnego Szczecinek), 13 Radomszczańskiej Drużyny Wędrowniczej „Czarna Trzynastka” (13 Czarny Szczep im. Zawiszy Czarnego), 1 Mieleckiej Drużyny Harcerzy „HADEM”, 7 Częstochowskiej Drużyny Starszoharcerskiej „Craft” oraz Szczepu Drużyn Czarna Trzynastka w Brzegu, 10 Bydgoskiej Drużyny Harcerzy „Zjawa” z ZHR, 30 Drużyny Harcerek „Orlęta” w Zielonej Górze ZHR, 89 Gdańskiej Drużyny Harcerzy „Wędrowcy” ZHR, 13DH „Czarni” w Bolesławcu, 92 Gdańskiej Drużyny Harcerskiej "Czarne Klony" oraz 13 Wileńskiej Drużyny Harcerzy „Czarna Trzynastka”.